# Henry Gantt
Henry Laurence Gantt (ur. 1861 w hrabstwie Calvert, zm. 23 listopada 1919 w Montclair) – amerykański inżynier mechanik i naukowiec, jeden z prekursorów nauki o organizacji (naukowego zarządzania) i zarządzania projektami.
Pracował jako nauczyciel szkół zawodowych, równolegle kontynuując studia techniczne, które ukończył z tytułem zawodowym inżyniera. W 1887 nawiązał bliską współpracę z Frederickem Taylorem.
Henry Gantt dokonał wdrożenia czasowo-premiowego systemu prac i sporządzenia karty instrukcyjnej. Na przełomie wieków opracował dla fabryki Bethlehem Steel System Zadań i Premii (The Task and Bonus System) i opublikował go następnie w "Engineering Magazine". Opracowany schemat został nazwany diagramem Gantta.